# Louis Bertrand
Louis Bertrand (Spincourt, Meuse, 20 de març de 1866 – Gorra d'Antibes, 6 de desembre de 1941) fou un novel·lista francès, historiador i assagista, nomenat membre de  l'Académie française el 1925.
La seva novel·la La Infantesa, està ambientada a la Catalunya Nord i inspirada amb la llegenda d'Agnès de Llar. En aquesta obra Louis Bertrand copsa, a la seva manera, el contingut de la personalitat catalana. L'autor va dedicar el llibre "A Monsenyor de Carsalade du Pont, Bisbe d'Elna i de Perpinyà, mantenedor de la tradició catalana".

## Traduccions al català

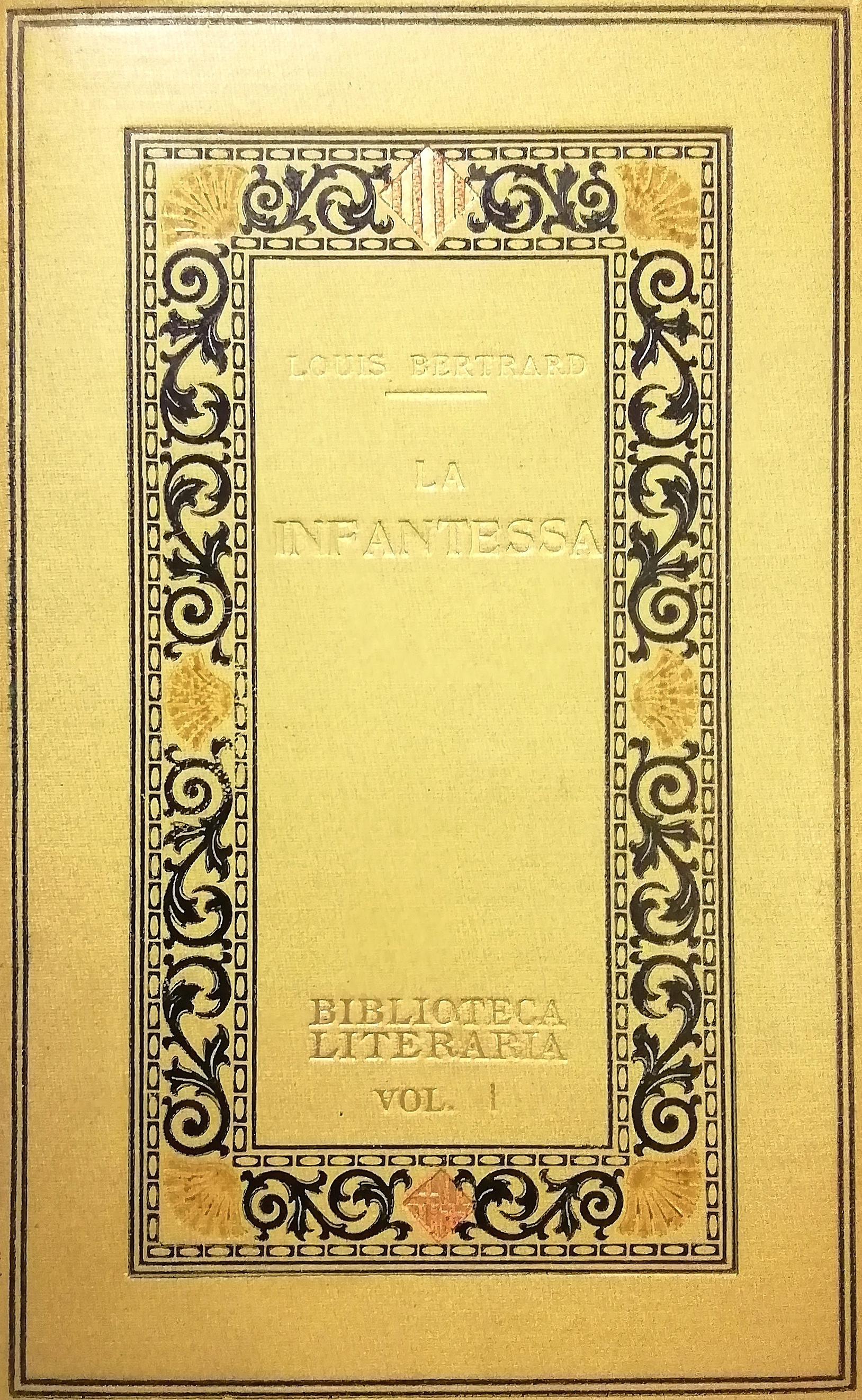
La infantesa (L'Infante) és una novel·la històrica brodada sobre la llegenda d'Agnès de Llar de Vilafranca de Conflent a la Catalunya francesa. Es va traduir al català i publicar a Barcelona l'any 1921 dins la col·lecció Biblioteca Literària. En aquesta novel·la, que va tenir un èxit remarcable l'any 1920, Louis Bertrand escriu la seva visió literària sobre Catalunya.

Joaquim Pellicena va traduir la seva novel·la L'Infante (1920), que es publicà els anys 1921 (vol. I) i 1924 (vol. II) a la Biblioteca Literària d'Editorial Catalana, amb el títol de La infantesa. 

## Obres
Novel·les
- Le Sang des races, éd. Ollendorff, 1899.[2]
- La Cina, éd. Ollendorff, 1901.
- Le Rival de Don Juan, éd. Ollendorff, 1903.
- Pépète le bien-aimé, éd. Ollendorff, 1904 (reprinted by the same publisher in 1920 under the title Pépète et Balthazar).
- L'Invasion, Bibliothèque Charpentier, 1907.
- Les Bains de Phalère, éd. Fayard, 1910.
- Mademoiselle de Jessincourt, éd. Fayard, 1911
- La concession de Madame Pedtitgand, éd. Fayard, 1912.
- Sanguis martyrum, éd. Fayard, 1918
- L'Infante, éd. Fayard, 1920.
- Cardenio - L'homme aux rubans couleur de feu, éd. Ollendorff, 1922.
- Une destinée (1), Jean Perbal, éd. Fayard, 1925.
- Une destinée (2), Une nouvelle éducation sentimentale, éd. Fayard, 1928.
- Le Roman de la Conquête, 1930.
- Une destinée (3), Hippolyte porte-couronnes, éd. Fayard, 1932.
- Une destinée (4), Sur les routes du Sud, éd. Fayard, 1932.
- Une destinée (5), Mes années d'apprentissage, éd. Fayard, 1939.
- Une destinée (6), Jérusalem, éd. Fayard, 1939.

Assajos, obres històriques, biogràfiques i crítiques
- La fin du classicisme et le retour à l'antique dans la seconde moitié du XVIIIe siècle et les premières années du XIXe en France, Hachette 1897.
- Le jardin de la mort, éd. Ollendorff, 1905.
- La Grèce du soleil et des paysages, Bibliothèque Charpentier, 1908.
- Le Mirage oriental, Librairie académique Perrin, 1910.
- Le Livre de la Méditerranée, éd. Grasset, 1911 (édition définitive en 1923).
- Gustave Flaubert (avec des fragments inédits), Mercure de France, 1912.
- Saint Augustin, éd. Fayard, 1913
- Les plus belles pages de saint Augustin, éd. Fayard, 1916.
- Le sens de l'ennemi, éd. Fayard, 1917.
- Flaubert à Paris ou le mort vivant, éd. Grasset, 1921.
- Sur le Nil, Les Amis d'Edouard, 1921.
- Les villes d'or - Algérie et Tunisie romaines, éd.Fayard, 1921.
- Autour de saint Augustin, éd. Fayard, 1921.
- Louis XIV, éd. Fayard, 1923.
- La vie amoureuse de Louis XIV, éd. Flammarion, 1924.
- Les journées du grand roi, éd. Flammarion, 1925.
- Devant l'Islam, éd. Plon, 1926.
- Ma Lorraine, souvenirs et portraits, A. Delpeuch, 1926.
- Sainte Thérèse, éd. Fayard, 1927
- Idées et portraits, éd. Plon, 1927.
- Les grands aspects du paysage français, A. Delpeuch, 1928.
- Philippe II à l'Escorial, L'Artisan du Livre, 1929.
- La Méditerranée [avec Hubert Robert], Alpina, 1929.
- Philippe II, une ténébreuse affaire, éd. Grasset, 1929.
- Histoire de Napoléon, [illustrations by Albert Uriet], éd. Mame, 1929.
- Au bruit des fontaines d'Aix-en-Provence, Emile Hazan, 1929.
- Nuits d'Alger [lithographies de Suréda], Flammarion, 1929.
- D'Alger la romantique à Fez la mystérieuse, éd. des Portiques, 1930.
- Font-Romeu, éd. Flammarion, 1931.
- Histoire d'Espagne, éd. Fayard, 1932.
- Le livre de consolation, éd. Fayard, 1933.
- La Riviera que j’ai connue, éd. Fayard, 1933.
- Vers Cyrène, terre d'Apollon, éd. Fayard, 1935.
- Celle qui fut aimée d'Augustin, éd. Albin Michel, 1935.
- Hitler, éd. Fayard, 1936.
- L'Espagne, éd. Flammarion, 1937.
- La Lorraine, éd. J. de Gigord, 1937.
- Alger, éd. Fernand Sorlot, 1938.
- Lamartine, éd. Fayard, 1940.
- Jardins d'Espagne, éd. Aubanel, 1940.
- Un grand Africain : le maréchal de Saint-Arnaud, éd. Fayard, 1941.